# 李行同
李行同（?—?），唐朝宗室，唐太宗曾孙，纪王李慎之孙，嗣纪王李铁诚之子。
纪王李慎的几个年长的儿子：沂州刺史義陽王李琮、楚国公李睿、遂州别驾襄郡公李秀、广化郡公李献、建平郡公李钦等五人，都在武则天时遇害，唐中宗复位，李铁诚为嗣纪王，后改名李澄。李澄薨逝，李行同嗣爵嗣纪王，天宝年间，李行同为右赞善大夫、同正员，信王府長史。之后，其弟李行周嗣紀王，官至光祿少卿。